# Kadri Kõusaar
Kadri Kõusaar, née le 8 septembre 1980 à Pärnu, est une écrivaine, journaliste et réalisatrice estonienne.

## Biographie

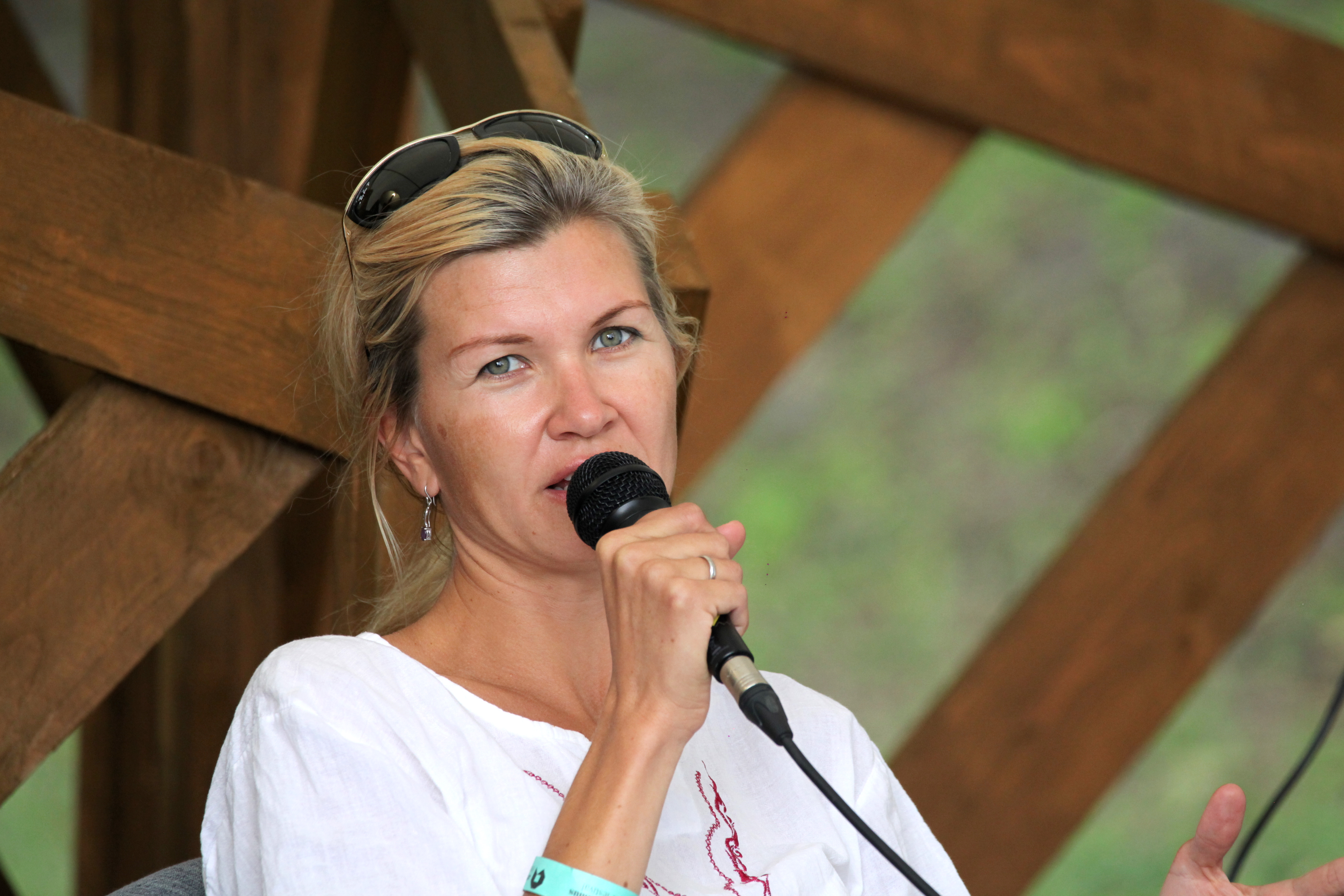
Kadri Kõusaar en 2021.

### Romans
- 2001 Ego
- 2004 Vaba tõus
- 2011 Alfa

## Filmographie
- 2001 : Ego
- 2004 : Vaba tõus
- 2007 : Magnus
- 2011 : Alfa
- 2013 : The Arbiter

## Prix et récompenses
- GoEast Lili d'or - Meilleur film : Magnus en 2010